# 利沃夫歷史

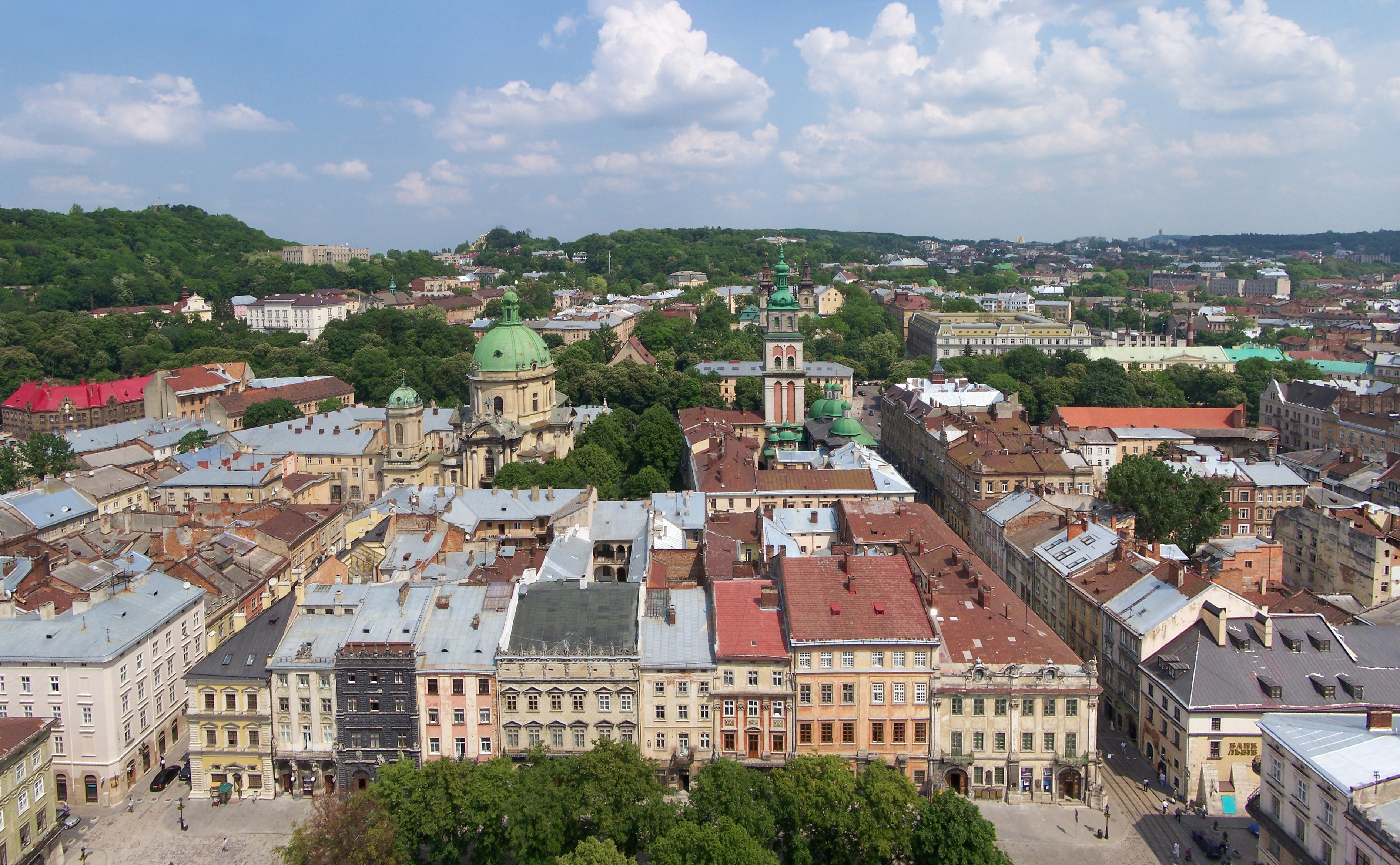
遠眺利沃夫舊城

利沃夫（Lviv，羅馬化：Lvov），又名利沃夫、倫貝格或倫堡（德語： Lemberg，古語稱Leopoldstadt），是乌克兰西部的行政中心之一，其作為定居點的歷史可上溯一千年，而作為一個城鎮的歷史就達到七個多世紀。在乌克兰现代国家建立之前，利沃夫曾歸屬众多王國和帝國：在波兰和後來的波兰立陶宛联邦统治下，利沃夫以Lwów為名；在奥地利和奥匈帝國统治下下以Lemberg為名；一戰後短命的西乌克兰人民共和国、波蘭和苏联亦有管轄過該地。
在利沃夫建城以降的13世紀下半葉至14世紀，亞美尼亞商人就開始定居於此。而由最初開始的利沃夫就是一個具多族羣特徵的城鎮，入駐諸先民有鲁塞尼亚人、亞美尼亞人、猶太人、韃靼人和萨拉森人；13世紀中葉，魯塞尼亞王公丹尼爾還招徠了眾多德意志商人及手工藝人來到這裡，他們主要是來自於波蘭和西里西亞。當時入駐城鎮的「諸民族」都有獲得王公和其繼承者們的保護。歷史上瑞典人和奥斯曼土耳其人亦曾試圖佔據該地，但未有成功過。

## 早期
據較新近的考古發掘表明，至少在公元5世紀，利沃夫一帶就開始有定居者，即有一部分地域曾有白克罗地亚人落腳。
該址的切爾文城在981年被沃洛迪米爾大帝佔領，納入基辅罗斯管治范围，基輔罗斯遠征後，其又被皮雅斯特君主早期時代的勇敢的波列斯瓦夫和梅什科二世(1018-1031)所控制，在1031年再度由基輔王公智者雅罗斯拉夫佔據。

### 加利西亞-沃里尼亞公國
1256年，利沃夫作为一座城市首次见于加利西亞-沃里尼亞編年史的记载。是时，鲁塞尼亚公國加利西亞－沃里尼亞內由丹尼尔·罗曼诺维奇正式成立，丹尼尔·罗曼诺维奇以其兒子列夫而命名該地。
1261年，鞑靼人入侵利沃夫。在翻查與這起事件有關的各種信源裡，無論從（記述）城堡被毀去到（記述）城市被徹底夷為平地，所有記述都認定全是當時的蒙古將軍孛栾台下令而造成的。據舍甫琴科科學協會出版Naukove tovarystvo im. Shevchenka所述，孛栾台當時有降低過夷平令的波及程度，據加利西亞-沃里尼亞編年史記載在1261年「孛栾台对Vasylko說：『如果你想要和談放棄與我對抗的話，就毀掉你所有的城堡吧』」。貝西·德米特里辛（Basil Dmytryshyn）表示，其是表述了要求對方毀掉自己城內所有的防禦設施。根據Universal-Lexicon der Gegenwart und Vergangenheit，城鎮創建者是被迫令親自摧毀了這個城池。
丹尼爾離世後，列夫在約莫1270年時重建了這裡，並選擇利沃夫作為自己的駐居所，利沃夫由此成為加利西亞-沃里尼亞的首府。利沃夫之後作為主要的貿易中心，吸引了來自德意志、亞美尼亞等地的商人。由于波蘭克拉科夫的波兰人在遭受大饑荒後也擁入該地，令城鎮發展迅猛。在1280年左右，許多生活於加利西亞的亚美尼亚人，主要都定居在利沃夫，而在這裡他們還擁有著屬於自己社區的大主教。
1323年時，作為留里克分支管治該地的羅曼諾維奇家族絕嗣，之後城鎮是由马索维亚的博莱斯劳斯所繼承，他的父系來自皮雅斯特家族，母系則屬於羅曼諾維奇家族。他取名為「尤里」並皈依东正教，但未能得到在地波雅爾貴族支持而最終被他們毒殺。
在1340年此後，該城鎮被立陶宛大公国所繼承統轄，轉由時立陶宛大公柳巴爾塔斯最寵幸的沃伊沃德德米特羅·德科管治直到1349年。

### 加利西亞-沃里尼亞戰爭和波蘭王國
在1340年博莱斯劳斯·尤里過世後，他名下的領地權利就被傳位予皮雅斯特兼其堂兄，卡齐米日三世。在卡齊米日三世1340年遠征利沃夫並焚毀了古老的王公城堡時，波雅爾貴族們則自行選舉出德米特羅·德科作為當地新的統治者，並在加利西亞-沃里尼亞公國的繼承權戰爭裡擊退了波蘭人的入侵。
在德米特羅·德科死後，卡齊米日捲土重來，其軍隊最終在1349年佔據了利沃夫和剩餘的紅魯塞尼亞地區，過程同時卡齊米日也在當地建造了兩座新城堡。從這時起，在地人口就開始經歷了波蘭化和天主教化的趨向。而在易主波蘭後在地的天主教徒是獲得到波蘭君主的支持，相較之在地信仰天主教的德意志市民（cives catholici），也就因而在城內諸社區裡佔得主導。另一方面，卡齊米日三世在1356年，是授予該地德意志城鎮法 （ius theutonicum） ——即馬德堡權利，進而城鎮也獲名Lemberg（Lemburga&Leopolis）。其他族羣背景的城鎮居民的權利，也就隨著該法賦予城鎮而獲認可和確認。該地法定地位的變化，同時也意味了當時所有的市鎮事務，都將由富有市民選舉產生的市議會來解決。這開始了一段加速發展的時期：在大規模興建的設施裡除如拉丁大教堂，大約同一時期也有在現代圣乔治大教堂的位置建起一座教堂。除此之外，在當時有了新的自治政府下，也引起在地亚美尼亚社區有了更大發展，如於1363年時其建立起屬於自己社區的亚美尼亚大教堂。
卡齊米日三世在位時也繼認了大波兰公爵虔誠者波列斯瓦夫1264年所頒、為猶太人提供特別保護:496的卡利什法，作為王國容留猶太人的司法基礎，並以此為依據再於1367年授予利沃夫猶太人對應的法定地位。
在1370年卡齊米日離世後，其侄子匈牙利路易一世繼位，之後在1372年將利沃夫與加利西亚-沃利尼亚地區，併入其親戚奥波莱公爵瓦迪斯瓦夫的管轄之下。當瓦迪斯瓦夫在1387年退下其總督職位時，加利西亞-沃里尼亞是被匈牙利人所佔據，但很快，立陶宛大公雅盖沃的伴侶即波蘭的君主雅德维加，就攻陷該地，並將其納為雅德维加的王冠領地一部分。該城鎮在往後是成為了波蘭國王一些附庸的祭祀地點。

## 波蘭立陶宛聯邦

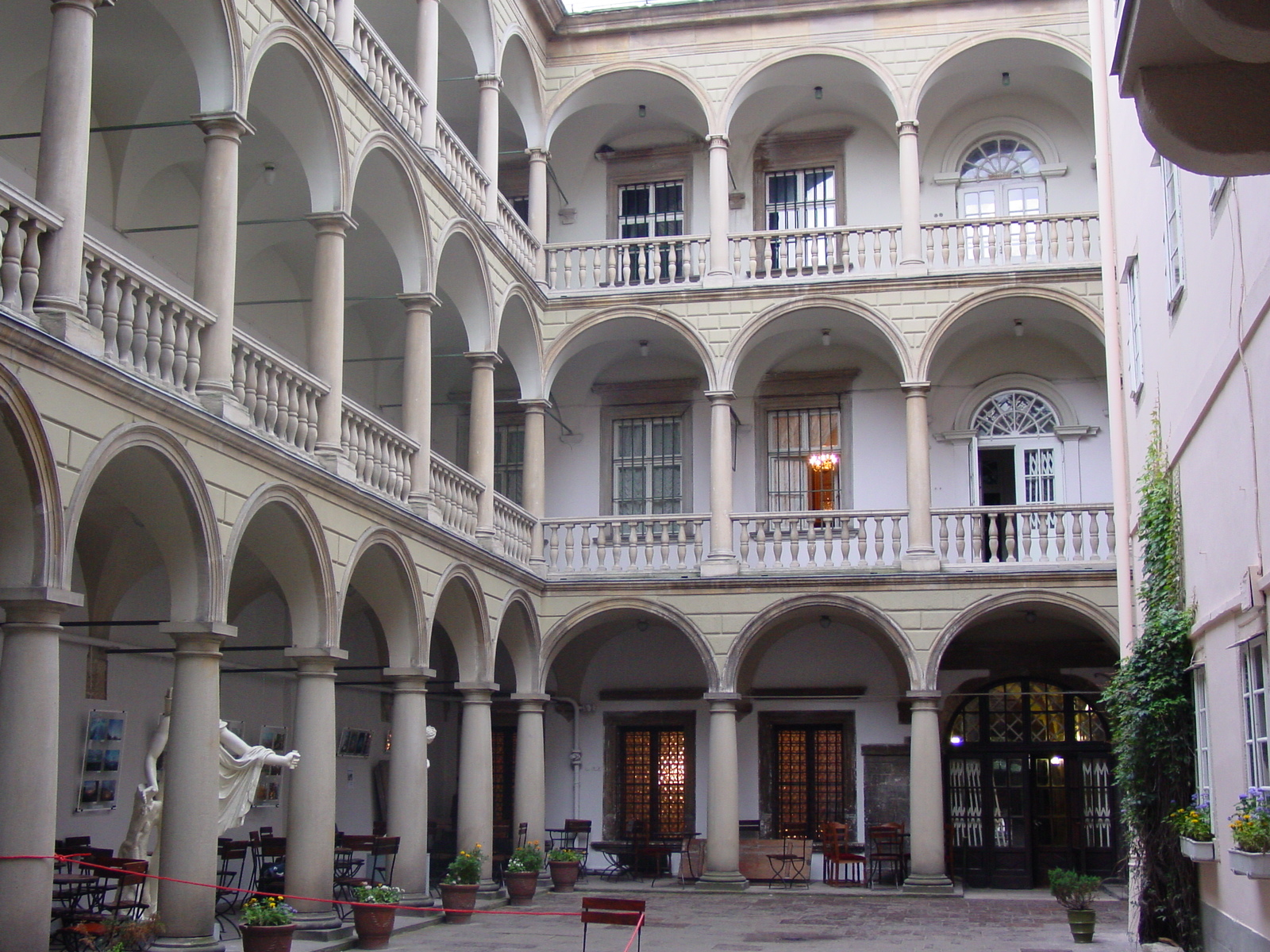
扬三世索别斯基故居內的文藝復興式庭院。

在歸屬於波蘭（和之後的波兰立陶宛联邦）一部分後，該城鎮被稱呼作Lwów，並成為了鲁塞尼亚省首府，轄區有五個地方：Lwów、Chełm（烏克蘭語：Kholm）,Sanok，Halicz（烏克蘭語：Halych）和Przemyśl（烏克蘭語：Peremyshl）。這座城鎮也被授予過境權（right of transit），而開始在黑海和波罗的海間的貨品運輸裡獲得可觀的收益。在緊隨之後的几個世紀，城鎮人口是迅速增長，而利沃夫很快成為了一個多族裔及多宗教的城鎮，還同時為一個重要的文化、科學和貿易中心。
這段時期裡，該城的防御工事也獲得強化，而令利沃夫成為從東南部守衛聯邦的最重要堡垒之一。該城也此時期擁有過三大教派主教駐留：罗马天主教（1375年左右）、希臘天主教（東正教）和亚美尼亚天主教。這裡也成為了包括德国人、犹太人、義大利人、英国人、蘇格蘭人和許多其他族裔在內，多元背景人口的家園。自16世紀以來，這座城鎮的宗教馬賽克面貌，也包括了強盛的新教社區。到17世紀上半葉的時候，這座城市據計定居者約有25,000到30,000人。而那時還有涉及一百多個不同專業，將近30個的手工藝組織在活躍著。

### 聯邦衰落時期
利沃夫在到了17世紀時曾被數度圍困，但均被解圍。由於此時期其有不斷和入侵武裝相抗爭的經歷，它獲授予了城鎮格言Semper fidelis。1649年時，這座城鎮被博格丹·赫梅利尼茨基率領的哥萨克們圍攻，他們是佔據並摧毁了當地的城堡。然而哥薩克們當時麼有繼續控制該地並撤出，換以贖金為他們戰利所獲。到1655年時瑞典軍隊入侵波蘭並迅速奪取了大部分地區。最終到了1656年，波蘭國王扬·卡齐米日是在利沃夫拉丁大教堂莊嚴地宣誓，表示將王國獻予天主之母的保護之下，同時宣佈她成為了王國諸領土的守護神兼女王。
瑞典人當時有圍攻利沃夫，但在奪取到它之前是被迫撤退了。到後一年，特兰西瓦尼亚公爵乔治一世拉科齐的軍隊也有入侵利沃夫，但這座城市還是沒被對方奪取。1672年時的利沃夫，則遭遇到穆罕默德四世的鄂圖曼軍隊圍攻，但在城池被奪去之前，戰役是被布恰奇條約所畫上句號。再到1675年時鄂圖曼人和鞑靼人再度襲擊了該地，但扬三世·索别斯基的軍隊在8月24日利沃夫之戰上擊退了他們。1704年大北方戰爭時期，這座城市是迎來歷史上第一次被瑞典卡爾十二世軍隊所佔據和劫掠。

## 哈布斯堡時代

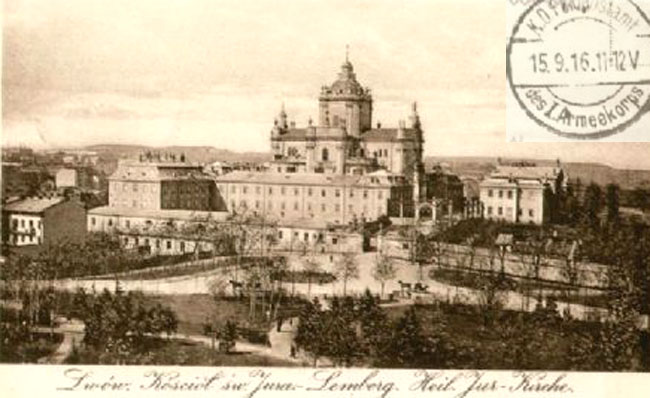
希臘天主教聖喬治大教堂（1916 年）

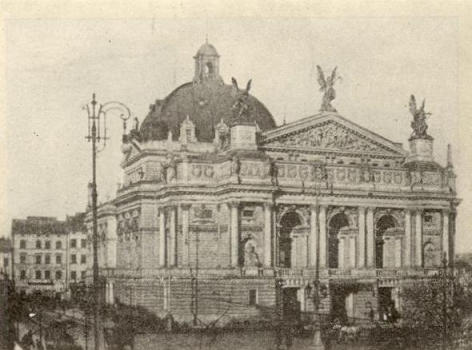
利沃夫歌剧院，始建於1897年～1900年間。

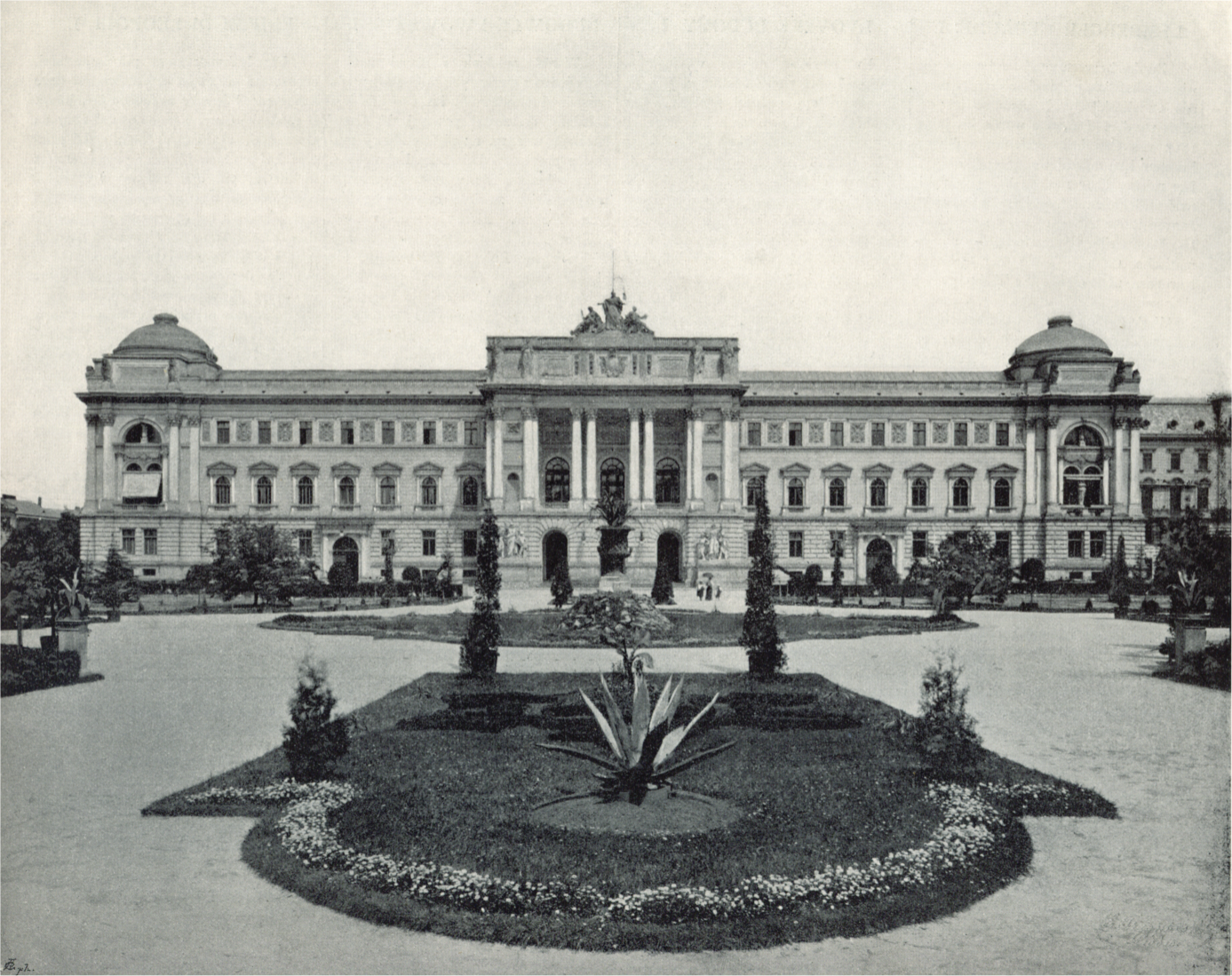
在奧地利統治期間，利沃夫成為其下轄王室領地加利西亞的首府，並擁有自己地區的集議會所（如圖）

### 18世紀
隨著1772年第一次瓜分波兰，這座城鎮被奧地利所掌控，成為稱作加利西亚和洛多梅里亚王国這一奧地利省的首府，其日耳曼語名稱為Lemberg。在改換宗主國度的最初，奥地利所實施管治具有一定的自由度。1773年時，利沃夫開始有第一份報章Gazette de Leopoli出版。這座城市在19世紀發展壯大，人口從1772年奧地利兼併時的約莫30,000人，增加到1910年時的196,000人，而三年後再增長至212,000人； 同一時期，奧地利加利西亞地區內的貧困問題是有所肆虐。
约瑟夫二世皇帝在1783年為希臘天主教於當地建立起一個服務加利西亞諸教區的綜合神學院（General Seminar），選址著鞋者加尔默罗会修院。到1784年約瑟夫二世再讓利沃夫大学重新開學，校內講座除如教牧神學和產科是用波蘭語外，其他授課都完全用拉丁語。另外某些課程裡主要是醫學方面，是以德語作為第二語言。而最終該大學也隨之專設起德語教席，而德語也正式成為主要的教學語言。該大學為了教育新一代東儀天主教會神父，在1787年時為非拉丁語背景的學生，建立起魯塞尼亞科學研究所（Studium Ruthenum），由此令這些學生在學習拉丁語神學之前，先得到兩年時間可以用他們自己的母語魯塞尼亞語和波蘭語去學習哲學。利沃夫研究所的重要度，直到奧地利在1795年再兼併了克拉科夫這個擁有一所古老而完善大學的波蘭城市後，就有所下降。利沃夫在1805年兩所學校合併後，是失去了大學城市的地位。然而在利沃夫大學所短暫存在的時期裡，是有產生過大量的智識活動，例如約翰·溫澤爾·漢恩（Johann Wenzel Hann）是有貢獻出諸多作品，他本人從1792年起就擔任該大學校長，是傑出的講師、詩人，還自己學習了波蘭語，成為一位將波蘭詩歌轉譯成德語的翻譯家。出自該校的醫師弗朗茨·馬索奇（Franz Masoch）和他助手彼得·克勞斯內克（Peter Krausnecker），則為疫苗接種的發展，和與天花的對抗有做出重大貢獻。
1794年該地開設了第一家公共劇院，1814年利沃夫神學院由綜合神學院分立出來、選址於後為赤足者加爾默羅會（Discalced Carmelites）修院的位置立校，1817年則於綜合神學院址創立奥索林斯基這一間科學研究機構。而早在19世紀，這座城市就成為了乌克兰希腊礼天主教会主教長、基辅&哈利奇&羅斯大主教、利沃夫都主教的新駐所。

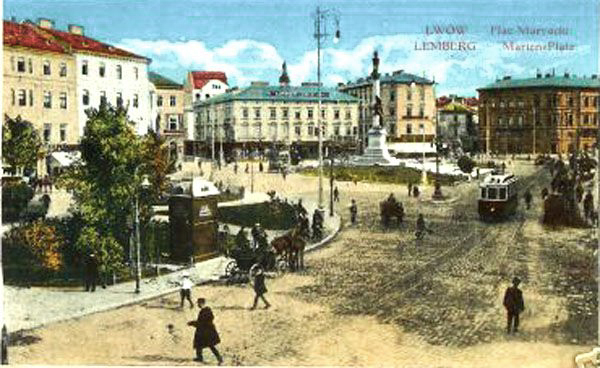
1915年的倫貝格（利沃夫）

### 19世紀初期
到19世紀時，奧地利政府是將該地區落後狀況歸咎於波兰贵族，並試圖將這座城市的教育和政府機構職能日耳曼化。當地大學1805年關閉後，是直到1817年再作為純粹的德意志學院而重新開放，並且未有對城市生活產生很大影響。而大多其他社會和文化組織也一齊被禁制了活動。在18世紀末至19世紀初，該地大量涌入了德意志人和講德語的捷克官僚，使這座城市到1840年代時，是具有相當的德意志特色，彰顯於其秩序表現，兼於當時德意志咖啡館普遍呈現的外觀及大受歡迎的態勢，另外嶄露頭角的德意志菁英們也和原波蘭菁英們展開相互競爭。
另外利沃夫的綜合神學院一些學生，在1830年代時既已出版起加利西亞烏克蘭方言著作，但當時無論教會或行政當局都並不支持此舉——在這些教士之中，最值得注意的是馬爾基安·沙什克維奇（Markiian Shashkevych），他是一位世代使用波蘭語的貴族後裔，而其他教會人士們也有出版以德語和波蘭語書寫的烏克蘭語語法作品。

### 1848年革命
哈布斯堡奥地利帝国後來實施嚴苛法例，引致1848年公眾異見的大爆發。據當時向奥地利皇帝斐迪南一世發送的一份請願書，有關訴求是要求君主重新引入地方自治政府、允許使用波蘭語和烏克蘭語進行教育，還有要求賦予波蘭語成為正式語言的地位。依照當時維也納革命者的時尚做派，利沃夫當地是有組建起六個國民警衛團，當中有一半是波蘭人，另一半是烏克蘭人。然而，波蘭革命者們很快就迫使烏克蘭軍團解散，再併入波蘭軍團，從而加劇了各團體之間的族羣關係緊張。
1848年11月2日維也納起義被鎮壓後，不滿情緒在革命羣體裡是蔓延開來。在利沃夫，國民警衛隊和駐防的奧地利正規軍之間很快爆發了爭執。時駐軍指揮官威廉·弗里德里希·馮·哈默斯坦（William Friedrich von Hammerstein）將軍，是限令國民警衛隊在他們營房範圍活動。哈默斯坦在衛隊多次抵觸其命令的情況下，是下令逮捕這些軍官，導致國民警衛隊轉而佔據了市中心，他們同時還架設起路障。
1848年11月6日，奧地利帝國軍隊在哈默斯坦指揮下，對市中心進行了長達三個小時的轟炸，而引發火勢，燒毀了市政廳 ( Rathaus )、學院大樓、圖書館、博物館和許多街道房屋。由在地頭面居民所組成的公共安全委員會，是於當天代表向將軍投降。隨後在利沃夫是實施起戒嚴狀態，宣告執行起軍法，而在地所有房屋都受到搜查。當時宣佈執法的條款，要求包括：對主要由學生組成的學院軍團進行繳械，重組國民警衛隊並置於將軍的控制之下，以及對所有外國人重新登記，以他們被指控是在市內及其他不少地方有傳播過叛亂和不滿情緒。

### 19世紀中葉
1848年革命後，利沃夫大學重新引入烏克蘭語和波蘭語作为教学语言。大約就在那段時期裡，一種被稱為利沃夫方言的社会方言在城市裡發展起來。當時它被認為是一種波蘭语方言，其根源除波蘭語外，還有來自許多其他語言的分支源頭。而革命時代的大多訴求，在20年後的1861年是獲當局接納：加利西亞議會（Sejm Krajowy）得以成立，同時在1867年時加利西亚也獲得了極大的文化和經濟自治權限，利沃夫大學還被允許開始用波蘭語授課。
在1853年時，基於利沃夫住民伊格納齊·武卡謝維奇和揚·澤的創新發現，利沃夫成為第一個擁有路灯的歐洲城市——煤油燈是於當年被引入作為路燈，到1858年時改換使用燃气，及至1900年再改換為用电力。
在1867年2月施行奧地利折衷方案後，奧地利帝國被改造成一個二元的奧匈帝國，而奧地利在加利西亞所施行管治，是開始了緩慢而穩定的自由化進程。從1873年開始，加利西亞實際轉變為奧匈帝國內的一個自治省，當地是訂以波蘭語作正式用語，而在較次級層面，則訂以烏克蘭語或魯塞尼亞語也為其正式用語。日耳曼化在此時已經停止，審查制度也被解除。加利西亞建制上雖隸屬於雙重君主制中的奧地利部分，但駐於利沃夫的加利西亞瑟姆（議會）和省行政機關，尤其在教育、文化和地方事務方面，是都擁有著廣泛的特權（privileges and prerogatives）。1894年該市是負責舉辦了全（奧匈）國綜合展覽。據1910年人口普查數據，利沃夫發展迅速，而成為奧匈帝國內的第四大城市。許多反映出美好年代特徵的公共建筑和唐樓，在此段時期是建築起來，而奧地利時期的建築物，如以維也納新文藝復興風格而建的歌剧院，至當代是還可見於城市中心的大部分地區。

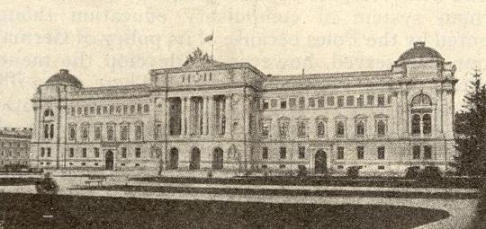
加利西亞瑟姆（議會，直到1918年），1920年後成為利沃夫大学駐地。

### 哈布斯堡主治的尾聲
在哈布斯堡主治時期，利沃夫是成為了最重要的其中一個波蘭、烏克蘭和猶太文化中心。這座城市被授予過向維也納帝国议会派遣代表的權利，吸引到眾多著名的文化和政治領袖的加入，因此起也成為了烏克蘭、波蘭、猶太和日耳曼文化的聚會地。根據奧地利1910年的人口普查數據中列出的宗教和語言狀況，當時在利沃夫，有51%的人口是罗马天主教徒，28%是猶太人，19%信奉乌克兰希腊天主教会；語言方面，該市人口有86%是使用波蘭語，還有11% 則更多使用烏克蘭語。
加利西亞省在20世紀之前，相對於前波蘭政體之內，是成為了唯一個保有一定文化和政治自由的部分，而該市鎮在隨後還作為一個主要的波蘭政治及文化中心而活躍。利沃夫曾是波蘭奥索林斯基研究所所在地，擁有當時的世界第二大波蘭圖書珍藏，還有著波蘭藝術學院、波蘭史學會、波蘭劇院和波蘭大主教管區。這座城市同樣還是烏克蘭民族復興運動和文化活動的重要中心，而與俄羅斯統治下的烏克蘭其他地區有相當不同，其餘地方在1905年之前，處於激烈俄羅斯化運動一部分內而所有烏克蘭語出版物都被禁止存在。相比其他烏克蘭地區，這座城市當時就擁有著世界最大和最有影響力的烏克蘭實體機搆，包括致力於普及烏克蘭語的普羅維塔（Prosvita）協會、舍甫琴科科學協會、德涅斯特保險公司，烏克蘭合作運動的基地，還有乌克兰天主教会駐所。利沃夫也是當時犹太文化的主要中心，尤其也作為意第绪语的中心，是世界上第一份意第緒語日報Lemberger Togblat所誕生的地方。

## 20世紀
在第一次世界大戰時期，阿列克谢·布鲁西洛夫的俄羅斯第八軍是於1914年9月佔據該城。在俄方短暫地控制東加利西亞之後，奥匈帝国重新在1915年6 月奪回該處。隨著一戰結束時哈布斯堡解體，1918年11月1日，追隨叶夫根尼·彼得鲁舍维奇的利沃夫烏克蘭人，以該地為首府建立起西烏克蘭人民共和國。

### 波蘭-烏克蘭間衝突

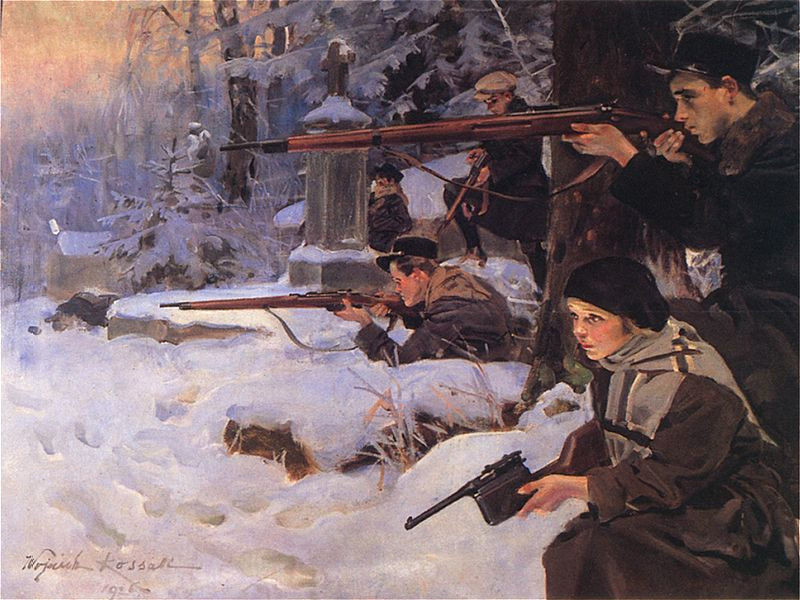
利沃夫小鷹隊——公墓保衛戰(1926)，是沃伊切赫·科薩克 (Wojciech Kossak)所作布面油畫，收藏於波兰陆军博物馆，华沙。
這是一幅描繪當時在波蘭倫貝格起義中的波蘭青年們，針對該地宣佈建立的西烏克蘭人民共和國施以對抗。

隨著奧匈帝國政府垮台，烏克蘭全國委員會（Rada）在1918年10月18日於該地成立，其成員包括奧地利議會、加利西亞和布科维南地區議會的烏克蘭議員，以及烏克蘭政黨的領頭者們。該委員會宣佈計劃將西烏克蘭的土地統一為一個國家。當波兰人同一時刻是按自己步伐，去接管利沃夫和東加利西亞時，西奇步槍兵（Sich Riflemen）的上尉德米特羅·維托夫斯基（Dmytro Vitovsky）就率領起年輕的烏克蘭官兵們果斷行動，於10月31日晚間至11月1日他們這些烏方軍隊是控制了整個城鎮——西乌克兰人民共和国於11月1日便宣告成立並以利沃夫為首府。共和國的宣言——聲稱對大部分烏克蘭人居住的領土擁有主權——對於在利沃夫佔多數的波蘭人來說完全就是一個驚嚇。波蘭人方面還認為被宣佈為共和國領土的地方也都屬於波蘭的。因此，儘管烏克蘭居民熱情地支持共和國宣言，同時該市佔位重要的猶太少數群體對於宣言表示接受或保持中立，但波蘭居民卻吃驚地發現自己身處在了一個被宣告為烏克蘭的國家之內。奧地利加利西亞總督卡爾·馮·休恩伯爵隨後被烏克蘭士兵扣押起來，但總督堅決拒絕正式將權力移交給烏克蘭全國委員會。到了11月2日，休恩是宣佈其不再能夠履行公務，而將權力移交給他的烏克蘭副手沃拉迪米爾·德齊克維奇（Volodymyr Detsykevych），後者就再將權力移交給烏克蘭領袖們。
在此狀況下隨即，利沃夫這座有超過200,000波蘭人為主的城鎮，也就爆發了另一場武裝起義，而主要由青少年農民們組成的1,400名烏克蘭人新駐軍，就在城區內迷失了方向而無法平息新的對抗局面。波蘭人很快控制了市中心的大部分地區。烏克蘭軍隊由於無法突進到中心區範圍，便選擇了包圍城市，時抵禦烏方進行守備的波蘭非正規部隊包括有利沃夫小鷹隊在內。在巴黎的同盟國委員會時同意將該城交由波蘭方面行政控制，直到未來由戰後條約或公民投票解决城鎮歸屬問題，隨後波蘭正規部隊於11月19日抵達當地，到11月22日再將烏克蘭軍隊逼出其境。當波蘭軍隊正式控制該地後，波蘭士兵開始搶劫和焚燒當地的大部分猶太人和烏克蘭人居住區，造成大約340名平民死亡（參見利沃夫種族屠殺）。波蘭當局在控制利沃夫後，還關閉了所有的烏克蘭機構和社團，對烏克蘭人進行起大規模逮捕，強迫烏克蘭人在希臘天主教的宗教節日工作，並解雇了大多數烏克蘭籍公務員。市議會的眾烏克蘭籍成員選擇集體辭職以示抗議，由此是直到1927年之前都沒有烏克蘭人會到市議會任職。
另外當時的在地波蘭人及波蘭士兵，還將在地猶太人於波烏衝突期間所顯示的中立態度和自我防御視作對烏克蘭的支持，於是波蘭人在利沃夫還接連向猶太人做出襲擊，1918～1919年間造成至少70名猶太人被殺。
在往後幾個月，西烏克蘭人民共和國政府原控制的其他加利西亚領土，是也被波蘭軍所奪取，而這實際上即代表了西烏克蘭政府權威的結束。1920年4月波蘭與乌克兰人民共和国流亡領袖西蒙·佩特鲁拉簽訂協議，是遭到當時西部烏克蘭人們的強烈反對。該協定時承認了波蘭對該利沃夫及周邊地區的控制權，以換取波蘭為佩特魯拉提供可對抗布尔什维克的軍事援助。

### 波蘇戰爭
到1920年波苏战争時期，該地是遭到了亚历山大·叶戈罗夫红军的襲擊。打1920年6月中旬之後，谢苗·米哈伊洛维奇·布琼尼的第1騎兵軍就試圖從北部和東部攻入該城。與此同時的利沃夫一方，也準備起防禦，居民們當時是組建及整裝起三個步兵團和兩個騎兵團，還構築起多個防線城鎮即時是由相當於三個波蘭師和一個烏克蘭步兵師的戰力來建立防守。經過將近一個月的激烈戰斗後，在8月16日時紅軍時渡過了布格河，在另外8個所謂的紅色哥薩克師的增援下，開始向這座城鎮發起總攻。雙方激烈戰鬥而傷亡慘重，但三天红军停止進攻而最終撤退。為表彰該戰役內城鎮顯現出的守備英勇，其是被授予了維圖蒂軍功勳章。

### 兩次大戰間隔期
隨著里加和约的達成，該地以利沃夫省首府身份留在波蘭管治之下，以時波兰第三大城市地位，而成為波蘭轄內其中一個最重要的科學、體育和文化中心。比如說在利沃夫數學學院時體現的一個豐厚數學傳統上：學校的數學家們是會聚會於苏格兰咖啡馆，並在裡面固定保留一份用以記錄會上問題和討論結果的筆記簿。
在战间期，利沃夫的常居者人數從1921年的219,000人，大幅增長到1931年的312,200人，到 1939年據估算是再達到了318,000人。雖然波蘭人較占主，但占有著當地人口的猶太人也超出了四分之一，而烏克蘭少數族羣也佔有相當大比重。當時在地人口所有的其他少數族裔，則包括了德意志人、亚美尼亚人、 卡拉伊姆人 、格鲁吉亚人等，雖然在人數方面可能相對不太關鍵，不過是豐富起利沃夫的多元文化特徵及後續的遺產。當期時該城也僅次於首都華沙，是作為了波蘭第二重要的文化和學術中心（該地在1937/38學年有9,100名學生，就讀於5所高等教育機構，包括廣為人知的大學和理工學院）。當時與波兹南一道，利沃夫也是作為著波蘭的貿易展覽中心地，當地自1921年以來每年都會舉辦國際知名的Targi Wschodnie （東部貿易博覽會），促進起當時城市的經濟增長。
與此同時，波蘭政府是削減了當地烏克蘭人的權利，譬如是關閉了許多純烏克蘭語學校，或將它們變成雙語（烏克蘭-波蘭語）學校、但實際以波蘭語為主。隨著定居當地的波蘭人增長起來，該市烏克蘭人口的相對佔比，從1910年的20%左右，下降為1931年的不到12%。而在利沃夫的大學，所有在奧地利統治時期開設的烏克蘭學部都被關閉剩餘到一個，即1848年創設的魯塞尼亞語言和文學系，其主席職位在該次大撤系後一直空缺，直到1927年時被一名波蘭人所執掌。當時大多數烏克蘭教授也被解雇，而烏克蘭人入校也受限制；作為對此舉的回應，利沃夫地下大學和維也納的烏克蘭自由大學（後搬到布拉格）相繼成立。在當時書寫的官方檔案上，波蘭當局還將所有對烏克蘭人的提及都替換為「魯塞尼亞人」這個舊稱，而這一做法是令當時許多烏克蘭人在接觸回他們最初的自稱時，有相對一定厭惡的體味。
波蘭政府當時還試圖強調該城是polskość或具有著波蘭自己的特色。在波蘭統治期間，其與奧地利時代的所施行的政策不同，當公共游行或其他特定社羣文化活動如游行或宗教游行等無論在規模和總數方面，都本應是與每個文化群體的相對人口相匹配時，猶太人和烏克蘭人在這一時期相對受到不相比配的文化公開展示限制。而當時是奧布羅納（Obrona）這一主題為慶祝在歷史上波蘭保衛利沃夫的活動，就成為當地主要的波蘭公共慶典，並被羅馬天主教會納入11月初的傳統諸聖節慶祝活動。此後在城內的特定街道所舉行的閱兵式和戰斗紀念活動就變得頻繁起來，而所有這些都是為在1918年曾與烏克蘭人對戰的波蘭軍隊獻賀，到了1930年代，一座巨大的纪念碑加上曾參與上述戰事的波蘭軍人墓地，在城內的利查基夫公墓裡建立起來。波蘭政府時還提倡將利沃夫作為波蘭東部以對抗東部「諸部」的前哨站。

## 第二次世界大戰

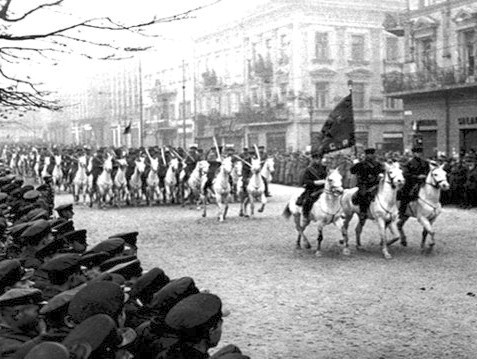
1939年時紅軍騎兵隊進入利沃夫。

纳粹德国於1939年9月1日入侵波兰，德国第1山地师於9月12日進入利沃夫郊區範圍，而開始起圍城戰。由於當時按戰略位置該地點是阻擋到進攻方越向羅馬尼亞橋頭位置（Romanian Bridgehead），利沃夫的駐軍是被命令不惜一切代價堅守下去，同一時候，來自波蘭中部的一些波蘭軍隊也試圖達到該地以就地再組織防衛，計劃由此來為（總戰略上的）重新集結爭取時間。由此鋪開，這個後來又被稱為另一場倫貝格戰役的，為期10天的城鎮防禦戰。 在9月19日時，波蘭軍隊在瓦迪斯瓦夫·朗納將軍指揮下，發動了一次目標未能達成的牽制進攻。在苏联军队（依照莫洛托夫-里宾特洛甫条约於9月17日入侵部隊的一部分）取代了德國人而包圍城市後，朗納將軍是於9月21日正式向谢苗·铁木辛哥元帥統率的蘇聯軍隊投降。
在蘇聯和納粹軍隊將波蘭一分為二後，經由一場被操縱的公民投票，是將蘇聯所佔領包括利沃夫在內的波兰东半部併入了乌克兰苏维埃社会主义共和国。在此變化的最初，居住於大战间波兰的猶太人和部分烏克蘭人是對於蘇聯接管報以歡呼的，因當時蘇聯所宣明目標是對該地區烏克蘭人口施以保護。去波蘭化和大規模的反波蘭行動隨即也開始起來，這些活動是令到大量的波蘭人及猶太人被從利沃夫向東流放到蘇聯，據計僅在1940年初期，就有大約3萬人被驅離利沃夫。同時也有一小部分烏克蘭人口遭受相同待遇。
當納粹於1941年6月22日再入侵苏联時，内务人民委员部是花費一周時間來倉促處決掉他們扣押於布里吉德基和紮馬爾斯蒂諾監獄的被囚人士，結果在這些地方總計當時是約有8,000人被謀殺。

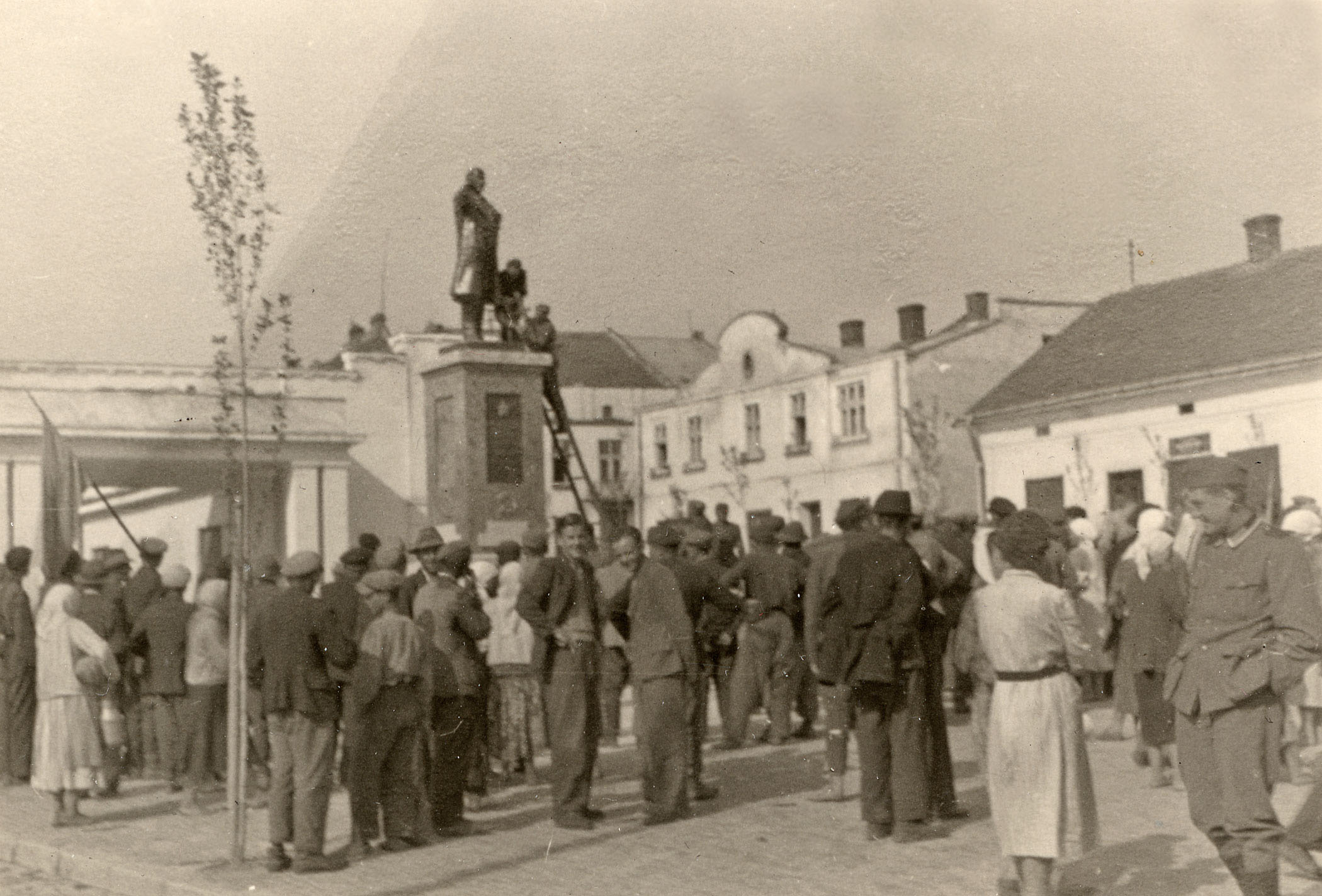
1941年夏天德军抵达后，利沃夫的一座列宁雕像被拆除。

面對新局面的最初，大部分乌克兰人出於之前兩年的種族滅絕式蘇維埃政權下經歷，而認為德國軍隊是解放者，這種態度，如同舊早時的許多猶太人和烏克蘭居民曾將蘇聯視為擺脫「資產階級」波兰統治的解放者一樣。當時城內的烏克蘭少數族羣最初是將德國人與舊日的奧地利時代相提並論，出於相對於奧地利後的波蘭尤其是蘇聯時期而言，烏克蘭人是感覺會更較快樂（所以如此並論）。然而，自從納粹德國奪取這座城市後，城內猶太居民們的處境就轉變為更悲慘。在遭受致命的大屠殺之後，該地區的猶太居民被趕進一個新建的隔都，然後大部分人再繼續被轉送至其他多個德方管轄的集中營。留在該地的波蘭人和較少數的烏克蘭人，也受嚴厲政策所波及，結果導致在該市和賈諾斯卡集中營都產生大量的大規模處決——最先被謀殺的是城內諸大學的教授們和波蘭菁英（知识分子）的其他成員。 而另外在1941年6月30日德軍奪取該城的首日時，乌克兰民族主义者组织(OUN)的一個分支宣稱恢復獨立的烏克蘭國家。雅羅斯拉夫·斯捷茨科在利沃夫宣布獨立政府「將與阿道夫·希特勒所領導的民族社会主义大德意志密切合作，這一領導層是正組建出欧洲和世界的新秩序」——引自時《烏克蘭建國宣言》正文所記載內容，而這些動作是在未獲德方事先批准下而完成。結果在1941年9月15日後，組織者們都被逮捕了：斯捷潘·班德拉、雅羅斯拉夫·斯捷茨科等人是被納粹别动队拘捕，再送去納粹集中營，班德拉的兩個兄弟都在那里被處決。德國佔領方政策也隨即變得對烏克蘭人更嚴厲起來，一些烏克蘭民族主義者被迫轉到地下活動，從那時起，他們不單止對戰納粹，但也繼續和波蘭人還有蘇聯軍隊間對戰（參見烏克蘭反抗軍）。
當在1944年红军再次向該城進發時，波蘭本土軍在地領導層便於7月21日命令所有波蘭部隊發動武裝起義（另見暴風雨行動）。在經過了四天城內巷戰和红军在利沃夫-桑多梅日行动最後階段的推進，這座城市再次被蘇聯所接管。蘇聯當局和其之前做法一樣，是再次迅速地展露出對該城波蘭人的敵意，針對的包括波蘭本土部隊的成員（部隊領導層是被蘇聯在隨後處決），還重新開始了種族滅絕政策。
在蘇聯接管後，當地波蘭抵抗組織的成員要么被強徵入由蘇聯控制的波兰人民军，要么就被投入監獄 。

### 利沃夫種族清洗和大屠杀
二戰前的利沃夫是擁有著當時波蘭轄內的第三大猶太人口，隨著戰時難民湧入該城，猶太人口進一步膨脹至超過200,000人。德軍進駐該地後，別動隊和民間合作者立即組織起一場大規模的大屠杀，當時他們聲稱這麼做是為了報復內務人民委員會早先的殺戮（儘管猶太人在內務人民委員會清洗期間也被殺）。許多研究大屠殺的學者，將大部分殺戮歸咎於烏克蘭民族主義者，然而當時殺戮方實際的政治取態以及與乌克兰民族主义者组织間的當時關係，是屬於有待辨識的課題。在介於1941年6月底至7月下旬的四星期大屠殺裡，有近4,000名猶太人遇害。 1941年7月25日被稱為「Petliura Days」的第二次大屠殺是經由西蒙·彼得留拉所組織，此次就有近2,000名猶太人在利沃夫被殺，其中大部分是在被押送到猶太人墓地或盧內基（Lunecki）監獄之後再以小組為單位被平民合作者們所槍決。
在大屠殺後所建立的利沃夫隔都，有關押大約120,000名猶太人，其中大部分在後續兩年被驅逐到贝尔热克灭绝营或就地被殺。在大屠殺之後，別動隊的殺戮、贫民区的惡劣條件疊加上被驅逐到包括如位處市郊的賈諾維斯卡（Janowska）劳改营這樣的死亡集中营，是導致利沃夫的犹太人口幾近不復存在。等到1944年蘇聯軍隊再次進駐該城鎮時，當地的猶太人僅剩餘200-300名。
西蒙·维森塔尔（后來被稱為納粹獵人）儘管在當時有被送去集中營，後來是成為了利沃夫最著名的經歷戰爭而倖存下的猶太人之一。在當時城內其他許多居民都有嘗試協助及藏匿受到納粹追捕的猶太人們（即使佔領當局會對此類行為處以死刑），提供協助的人例如有利奧波德·索查（Leopold Socha），他的事蹟後來被2011年電影無光歲月所再現，即當時他是在隔都被清理掉後，有幫助到兩個猶太家庭避難於下水道躲藏。維森塔爾在回憶錄《我們中間的凶手》（The Murderers Amongst Us）描述到當時他是如何被一位名叫博德納爾的烏克蘭警察所救。當時的利沃夫人們是協助藏匿了數千名猶太人，其中的許多援助者後是被公認為正義的外邦人（Ger toshav）。當時另一股為拯救猶太社區成員而給予的巨大助力，是由乌克兰希腊天主教都主教安德烈·謝普蒂茨基所組織起來的。

## 戰後蘇聯時代

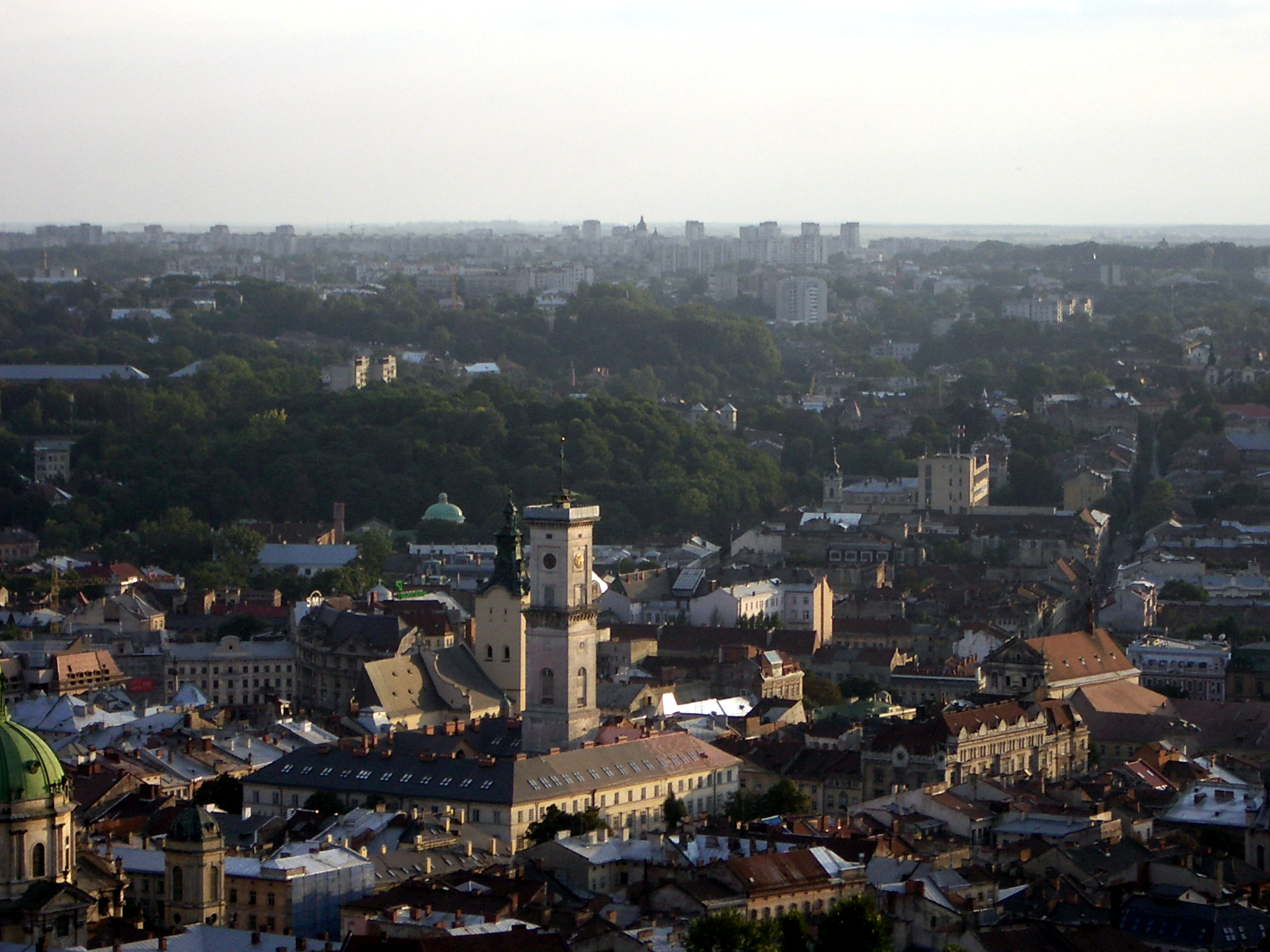
由利沃夫高城堡瞭望到的利沃夫市政廳。

在戰後雖然波蘭有試過做出國際影響，利沃夫還是留存為乌克兰苏维埃社会主义共和国的一部分。在雅尔塔会议上時，蘇聯總書記约瑟夫·斯大林要求，保留蘇聯在戰爭開始時入侵波蘭而吞併獲得的領土。當時美國總統富兰克林·D·罗斯福是想讓波蘭可以留存下利沃夫，但他和英國首相温斯顿·丘吉尔後來還是勉强同意了蘇聯的要求。之後大多留在利沃夫的波蘭人被驅逐到從德方那獲取的波蘭領土（尤現代的弗罗茨瓦夫地區），而德裔人士也或被逐出該地又或因為恐懼蘇聯的報復而逃離。
來自該城周邊，講烏克蘭語的農村地區的移民，以及來自蘇聯其他地區的，在蘇聯時代是都被該城快速增長的工業需求吸引而至。這種人口轉移當時是改換掉了該城傳統的族羣構成，而這一構成當時已隨著波兰人、犹太人和德意志人的離散不再居或被殺害而發生了巨大變化。
俄罗斯化是一項蘇聯針對戰後烏克蘭的總體政策，在利沃夫這項政策所落地，即是要求解散乌克兰希腊天主教会（參見烏克蘭基督教歷史）的議題所結合體現，而在受政權支持的利沃夫主教會議上提出該項後，就被同意通過，而要將所有教區轉籍到時剛重建的俄罗斯东正教烏克蘭總主教區之下。然而在约瑟夫·斯大林離世後，蘇聯的文化政策轉為鬆動，使乌克兰西部的主要中心利沃夫成為了烏克蘭文化的主要中心。
在1950年代到1960年代間，這座城市無論人口和規模都有顯著擴大。當時有許多著名的產業設施及工廠，都建立於此或由蘇聯東部搬遷而來。如此影響下是導致該城被部分俄羅斯化，還喪失了其原有的一些西方風格。當時最具盛名的諸多工廠，包括有巴士廠Lvivsky Avtomobilny Zavod，它曾生產著蘇聯的大部分巴士，擁有超過30,000人的僱員，電視機廠Zavod Elektron就是蘇聯內當時最受歡迎的電視機品牌之一，還有前端装载机工廠Zavod Avto-Pogruzchik、鞋廠Obuvnaya Fabrika Progress、糖果廠Svitoch，還有許多。它們每一間當時都擁有著數萬名僱工，也是該地區佔位最前列的諸雇主一員。其中大多數工廠儘管因為經濟困難而削減了自己的產能出貨，也都有存續下來直到當代。
而到了1980年代中期至1990年代初的蘇聯自由化時期（參見開放政策和经济改革），這座城鎮成為了Rukh（烏克蘭人民運動）的中心，而這政治運動是致力於烏克蘭脫離蘇聯獨立。

## 烏克蘭再獨立後
1991年蘇聯解體，利沃夫作為利沃夫州首府，再次成為獨立的烏克蘭內的一部分。這座城市往後繼續作為著烏克蘭其中一個最重要的文化、經濟和政治生活中心，留存下來的建筑以美麗多樣而聞名。利沃夫在2004年乌克兰总统大选時期曾大力支持维克多·尤先科，後又於橙色革命時期有過不可忽視的影響，當時當地是有數十萬人是在嚴寒中為支持橙色陣營而聚會示威。如此公民抗命行動，是迫使當時在地警察局長請辭，而當地議會也就此決議，拒絕接受具欺詐的第一次官方計票結果。
2006年9月時利沃夫有舉辦建城750週年慶，其中一個大型活動是位處利沃夫歌剧院四周的燈光秀。

### 參照
1. ↑  1772年至1918年該地作為和加利西亞省（Galicia/Galizien Province） 一樣從屬於哈布斯堡帝國的一部分，是以倫貝格Lemberg之名為人所知。該城在近現代被主要歐洲語言吸納的稱呼即以倫貝格為準。
2. 1 2 3 4 5  Osipian A. Forgeries and Their Social Circulation in the Context of Historical Culture: The Usable Past as a Resource for Social Advance in Early Modern Lemberg/Lviv[J]. Kyiv-Mohyla Humanities Journal 1 (2014): 95–134. National University of Kyiv-Mohyla Academy 的存檔，存档日期2022-10-30.
3. ↑  Я. Ісаєвич, М. Литвин, Ф. Стеблій / Iсторія Львова. У трьох томах (History of Lviv in Three Volumes). Львів : Центр Європи, 2006. – Т. 1, p7. ISBN 978-966-7022-59-4.
4. ↑  Hrytsak, Yaroslav. . Harvard Ukrainian Studies. 2000, 24: 48  [18 June 2022]. （原始内容存档于2022-10-28）.
5. ↑  Korčinskij, Orest. [Eastern Croats and the problem of forming the state in Prykarpattia] 使用|trans-title=需要含有|title= (帮助). Nosić, Milan  (编).  [White Croats I]. Maveda. 2006a: 37. ISBN 953-7029-04-2 （克罗地亚语）.
6. ↑  Korčinskij, Orest. [City of Stiljsko] 使用|trans-title=需要含有|title= (帮助). Nosić, Milan  (编).  [White Croats I]. Maveda. 2006b: 68–71. ISBN 953-7029-04-2 （克罗地亚语）.
7. ↑  Hupalo, Vira. . Lviv: Krypiakevych Institute of Ukrainian Studies of the National Academy of Sciences of Ukraine. 2014: 77  [2022-10-28]. ISBN 978-966-02-7484-6. （原始内容存档于2022-10-28） （乌克兰语）.
8. ↑  Orest Subtelny. (1988) Ukraine: A History. Toronto: University of Toronto Press, p. 62
9. 1 2 3 4 5 6  Meyers Konversations-Lexikon. 6th edition, vol. 12, Leipzig and Vienna 1908, p. 397-398.
10. ↑  Vasylʹ Mudryĭ (编). . Shevchenko Scientific Society (U.S.). 1962: 58  [29 January 2011]. （原始内容存档于2023-10-02）. on the occasion of the demand of the baskak of the Tatars, Burundai, that the prince Vasylko and Lev raze their cities said Buronda to Vasylko: 'Since you are at peace with me then raze all your castles'
11. ↑  Basil Dmytryshyn. . Holt, Rinehart and Winston. 1991: 173  [29 January 2011]. ISBN 978-0-03-033422-1. （原始内容存档于2023-10-02）.
12. 1 2  Universal-Lexikon der Gegenwart und Vergangenheit (edited by H. A. Pierer). 2nd edition, vol. 17, Altenburg 1843, pp. 343-344.
13. ↑  B.V. Melnyk, Vulytsiamy starovynnoho Lvova, Vyd-vo "Svit" (Old Lviv Streets), 2001, ISBN 966-603-048-9
14. ↑  Allgemeine Enzyklopädie der Wissenschaft und Künste, edited by Johann Samuel Ersch and Johann Gottfried Gruber. Vol. 5, Leipzig 1820, p. 358, footnote 18) （页面存档备份，存于） (in German).
15. ↑  Vauchez, André (编). . Chicago: Routledge. 2000: 879. ISBN 1-57958-282-6.
16. ↑  Jacob Caro: Geschichte Polens. Vol. 2, Gotha 1863, p. 286 (in German, online （页面存档备份，存于）)
17. ↑  罗思Cecil Roth. 简明犹太民族史/汉译犹太文化名著丛书/A short history of the Jewish people[M]. 黄福武译,山东大学出版社, 1997. ISBN 9787560718408
18. ↑  徐, 新; 凌, 继尧 (编). . 上海人民. 1993. ISBN 9787208015623.
19. ↑  Tertius Chandler. (1987) Four Thousand Years of Urban Growth: An Historical Census. Lewiston, NY: Edwin Mellon Press
20. ↑  Hrytsak, Yaroslav. . Warsaw. 2010: 151.
21. ↑  Hrytsak, Yaroslav. . Harvard Ukrainian Studies: 54.
22. ↑  New International Encyclopedia, Volume 13. Lemberg 1915, p. 760.
23. ↑  斯奈德, 蒂莫西(美). . 南京: 南京大學出版社. 2020. ISBN 9787305221644.
24. ↑  Mykhailo Vozniak,Iak probudylosia ukrains'ke narodne zhyttia v Halychyni za Avstrii, L'viv: Dilo, 1924, 6-14.
25. 1 2 3  Chris Hann, Paul R. Magocsi.(2005). Galicia: Multicultured Land. Toronto: University of Toronto Press, pg. 193
26. ↑  Stepan Shakh,O. Markiian Shashkevych ta halyts'ke vidrodzhennia, Paris:Ukrainian Christian Movement, 1961, 36; Stefan Zabrowarny, “Dzieło biskupa Jana Śnigurskiego,” in Stanisław Stępień, ed., Polska-Ukraina: 1000 lat sąsiedztwa, Przemyśl: Południowo-Wschodni Instytut Naukowy, 1996, 169-171.
27. ↑  The Gardeners' Chronicle and Agricultural Gazette, 18 November 1848, page 871.
28. ↑  Catherine Edward, Missionary Life Among the Jews in Moldavia, Galicia and Silesia, 1867, page 177.
29. ↑  .   [23 December 2020]. （原始内容存档于2021-01-26）.
30. ↑  "Lemberg". New International Encyclopedia, Volume 13. 1915. p. 760
31. ↑  Paul Robert Magocsi. (2005)Galicia: a Multicultured Land. Toronto: University of Toronto Press. pp.12-15
32. ↑  Robson, Stuart. . Internet Archive 1. Harrow, England: Pearson Longman. 2007: 22. ISBN 978-1-4058-2471-2 （英语）.
33. ↑  Mick, Christoph. . Purdue University Press. 2016: 144, 146. ISBN 978-1557536716.
34. ↑  Norman Davies. "Ethnic Diversity in Twentieth Century Poland." In: Herbert Arthur Strauss. Hostages of Modernization: Studies on Modern Antisemitism, 1870–1933/39. Walter de Gruyter, 1993.
35. ↑  Christoph Mick. (2015). Lemberg, Lwow, Lviv, 1914–1947: Violence and Ethnicity in a Contested City. West Lafayette, Indiana: Purdue University Press, pg. 176
36. ↑  Antony Polonsky, "A Failed Pogrom," in Yisrael Gutman, Ezra Mendelsohn,Jehuda Reinarz, and Chone Smeruk, eds., The Jews of Poland Between the Two World Wars, Hanover, Mass.:Brandeis University Press, 1989, 113.
37. ↑  Mały Rocznik Statystyczny 1939 (Polish statistical yearbook of 1939), GUS, Warsaw, 1939
38. ↑  Magoscy, R. . Toronto: University of Toronto Press. 1996.
39. ↑  Subtelny, Orest. . Toronto: University of Toronto Press. 1988.
40. ↑  Ukrainian Free University website 的存檔，存档日期2006-04-23. URL accessed July 30, 2006
41. ↑  Paul R. Magocsi. (2010). A History of Ukraine: The Land and Its Peoples. Toronto: University of Toronto Press, pg. 638
42. ↑  Paul Robert Magocsi. (2005)Galicia: a Multicultured Land. Toronto: University of Toronto Press. pp.144-145
43. ↑  The Fate of Poles in the USSR 1939–1989 by Tomasz Piesakowski ISBN 0-901342-24-6 Page 36
44. ↑  Piotrowski, Tadeusz. https://archive.org/details/polandsholocaust00piot/page/177 |chapterurl=缺少标题 (帮助). . McFarland. 1988: 177–259. ISBN 0-7864-0371-3. How are we ... to explain the phenomenon of Ukrainians rejoicing and collaborating with the Soviets? Who were these Ukrainians? That they were Ukrainians is certain, but were they communists, Nationalists, unattached peasants? The Answer is "yes" – they were all three
45. ↑  Sowa, Andrzej L. . Kraków. 1998: 122. OCLC 48053561 （波兰语）.
46. ↑  Організація українських націоналістів і Українська повстанська армія. Інститут історії НАН України.2004р Організація українських націоналістів і Українська повстанська армія,
47. ↑  ОУН в 1941 році: документи: В 2-х ч Ін-т історії України НАН України К. 2006 ISBN 966-02-2535-0
48. 1 2  Bolesław Tomaszewski; Jerzy Węgierski. . Warsaw: Pokolenie. 1987: 38.
49. ↑  Norman Davies. . Viking Books. 2004: 784. ISBN 0-670-03284-0.
50. ↑  Gitelman, Zvi. . Indiana University Press. 2001: 115–143. ISBN 0-253-21418-1. The facts remain that in Lvov, two days after the Germans took over, a three-day pogrom by Ukrainians resulted in the killing of 6,000 Jews, mostly by uniformed Ukrainian "militia", in the Brygidky prison. July 25 was declared "Petliura Day", after the Ukrainian leader of the Civil War period who was assassinated by the son of the Jewish pogrom victims. Over 5,000 Jews were hunted down and most of them killed in honor of the "celebration." Emigres from Ukraine and Ukrainians from Poland were in the Organization of Ukrainian Nationalists (OUN), which pledged Hitler its "most loyal obedience" in building a Europe "free of Jews, Bolsheviks and plutocrats.
51. ↑  . . United States Holocaust Memorial Museum.   [November 26, 2020]. （原始内容存档于2004-11-02）.
52. ↑  . Chronology of the Holocaust. Yad Vashem. 2004  [August 27, 2006]. （原始内容存档于2005-03-11）.
53. ↑  .   [2022-10-28]. （原始内容存档于2012-11-04）.
54. ↑  Reynolds, David. . New York: Basic Books. 2009  [2022-10-28]. ISBN 978-0-7867-4458-9. OCLC 646810103. （原始内容存档于2021-11-03）.
55. ↑  Tchorek, Kamil. . Times Online. London. November 26, 2004  [2009-07-25]. （原始内容存档于2011-06-29）.

### 文獻
19世紀出版
- Abraham Rees, , , London: Longman, Hurst, Rees, Orme & Brown, 1819, hdl:2027/mdp.39015068382327?urlappend=%3Bseq=512
- John Ramsay McCulloch. . . Longman, Brown, Green and Longmans. 1851.
- Charles Knight (编). . . English Cyclopaedia 2 (London). 1867. hdl:2027/nyp.33433000064802?urlappend=%3Bseq=256.
- David Kay, , , Foreign Countries and British Colonies, London: Sampson Low, Marston, Searle, & Rivington, 1880, hdl:2027/mdp.39015030647005?urlappend=%3Bseq=188
- George Henry Townsend, ,  5th, London: Frederick Warne & Co., 1877, hdl:2027/wu.89097349427?urlappend=%3Bseq=562
- George Ripley; Charles A. Dana (编). .  2nd. New York: D. Appleton and Company. 1879. hdl:2027/hvd.hn585q?urlappend=%3Bseq=342.
- .  14 9th: 435. 1882.
- Norddeutscher Lloyd, , , Berlin: J. Reichmann & Cantor, 1896, OCLC 8395555

20世紀出版
- , , London: W. & R. Chambers, 1901, hdl:2027/uc2.ark:/13960/t7zk5ms79?urlappend=%3Bseq=587
- .  15th. London: J. Murray. 1903.
- A.S. Waldstein, ,  7, New York, 1907, hdl:2027/osu.32435029752888?urlappend=%3Bseq=712
- .  16 (第11版). London: 409–410. 1911.
- S. Vailhe. . . New York. 1910.
- .  11th. Leipzig: Karl Baedeker. 1911.
- Bohdan Janusz.  [Guide to Lwow]. Lviv: Wszechświat. 1922  [2022-10-28]. （原始内容存档于2022-10-28） （波兰语）.
- Rosa Bailly, , London: Publishing Committee Leopolis, 1956
- George G. Grabowicz. . Harvard Ukrainian Studies. 2000, 24: 313–342. JSTOR 41036821.
- Yaroslav Hrytsak. . Harvard Ukrainian Studies. 2000, 24: 47–73. JSTOR 41036810.
- Padraic Kenney. . Harvard Ukrainian Studies. 2000, 24: 303–312. JSTOR 41036820.
- Jacek Purchla. . Harvard Ukrainian Studies. 2000, 24: 131–147. JSTOR 41036813.
- Bohdan Tscherkes; Nicholas Sawicki. . Harvard Ukrainian Studies. 2000, 24: 205–222. JSTOR 41036816.

21世紀出版
- Роман Лозинський (Roman Lozinski),  [Ethnic composition of the city (in the context of social development Galicia)] (PDF), Lviv: Ivan Franko National University of L'viv), 2005  [2022-10-28], （原始内容 (PDF)存档于2015-02-09） （乌克兰语）
- Heidi Hein. Christian Emden;  et al , 编. . Imagining the City (Peter Lang). 2006: 321. ISBN 978-3-03910-533-5.
- Markian Prokopovych. . Purdue University Press. 2009. ISBN 978-1-55753-510-8.
- William Jay Risch. . Harvard University Press. 2011. ISBN 978-0-674-05001-3.
- Tarik Cyril Amar. . Cornell University. 2015. ISBN 978-0-8014-5391-5.